# Nunatak Mushka
Nunatak Mushka är en nunatak i Antarktis. Den ligger i Östantarktis. Australien gör anspråk på området. Toppen på Nunatak Mushka är 1 606 meter över havet.
Terrängen runt Nunatak Mushka är huvudsakligen lite kuperad. Trakten är obefolkad. Det finns inga samhällen i närheten.